# Race to the Scene
Race to the Scene var ett amerikanskt tävlingsprogram på Reelz med Dolph Lundgren som programledare under 2013.

## Programmet
I varje program tävlar tre lag det blåa, gröna och röda laget i ett antal tävlingsmoment baserat på amerikanska filmer. Den som är först i mål efter klarat alla tävlingsmoment är vinnare.

## Avsnitt
| Nr | Filmer                                            | Sändningsdatum |
| -- | ------------------------------------------------- | -------------- |
| 1  | "Forrest Gump och Independence Day"               | 6 juni 2013    |
| 2  | "Terminator 2 - Domedagen och Rush Hour"          | 13 juni 2013   |
| 3  | "E.T. the Extra-Terrestrial och Transformers"     | 20 juni 2013   |
| 4  | "Pulp Fiction och The Italian Job"                | 27 juni 2013   |
| 5  | "Bridesmaids och Spider-Man 2"                    | 4 juli 2013    |
| 6  | "Familjen är värre och Tillbaka till framtiden"   | 11 juli 2013   |
| 7  | "Speed och Iron Man"                              | 18 juli 2013   |
| 8  | "Charlies änglar - Utan hämningar och På smällen" | 25 juli 2013   |